# Суассонская чаша
С суассонской чашей (лат. urceus; фр. vase de Soissons) связана одна легенда, рассказанная Григорием Турским в «Истории франков». Считается, что она имела место вскоре после битвы при Суассоне в 486 году, в которой Хлодвиг I одержал победу над галло-римским наместником Сиагрием, объявившем себя «царём римлян». Если верить Григорию Турскому, то события разворачивались 1 марта 487 года.

## Легенда

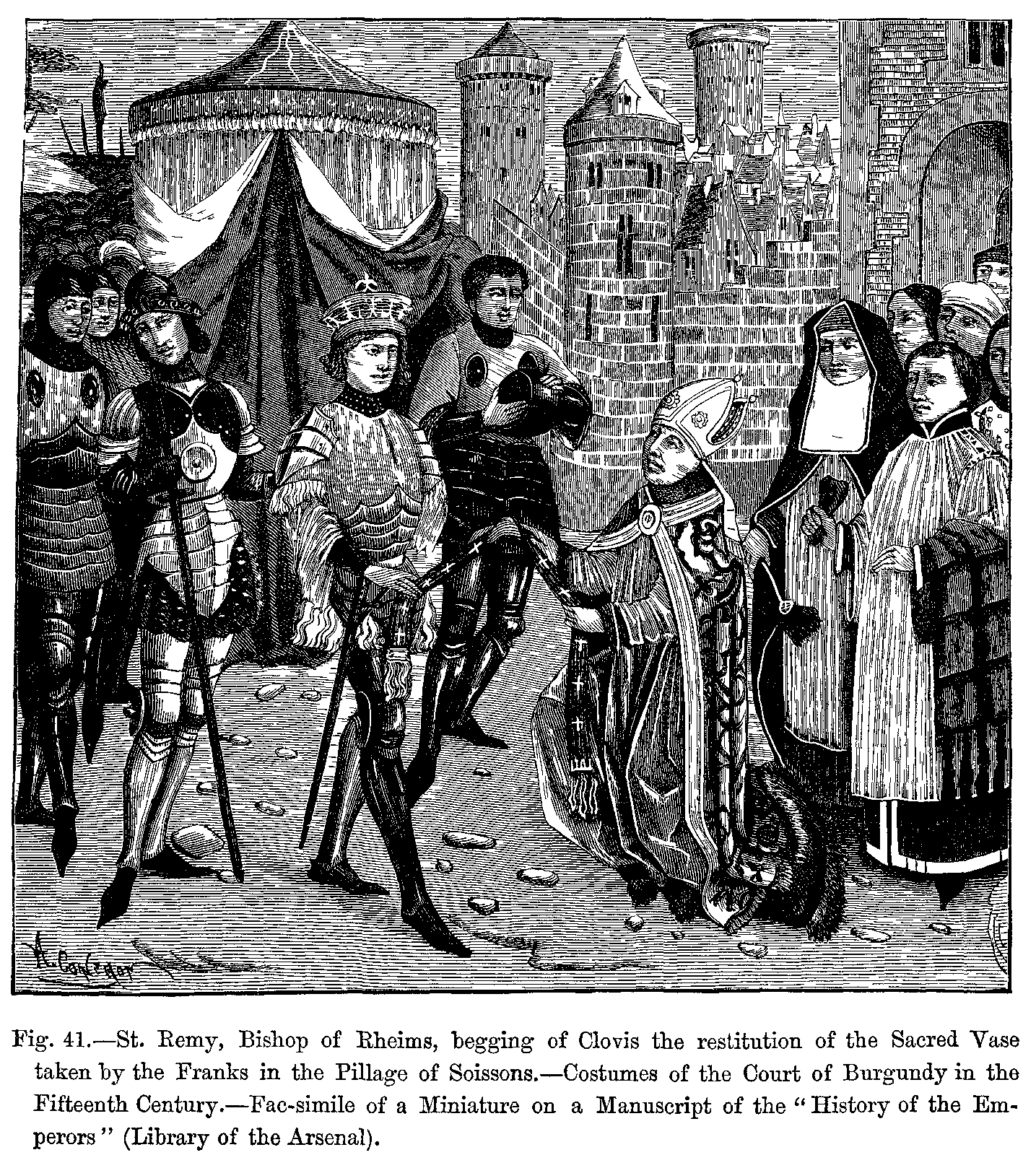
Святой Ремигий, епископ Реймса, умоляет Хлодвига вернуть Суассонскую чашу

«Однажды франки унесли из какой-то церкви вместе с другими драгоценными вещами, необходимыми для церковной службы, большую чашу удивительной красоты. Но епископ той церкви направил послов к королю с просьбой, если уж церковь не заслуживает возвращения чего-либо другого из её священной утвари, то, по крайней мере, пусть возвратят ей хотя бы эту чашу. Король, выслушав послов, сказал им: „Следуйте за нами в Суассон, ведь там должны делить всю военную добычу. И если этот сосуд, который просит епископ, по жребию достанется мне, я выполню его просьбу“. По прибытии в Суассон, когда сложили всю груду добычи посредине, король сказал: „Храбрейшие воины, я прошу вас отдать мне, кроме моей доли, ещё и этот сосуд“. Разумеется, он говорил об упомянутой чаше. В ответ на эти слова короля те, кто был поразумнее, сказали: „Славный король! Всё, что мы здесь видим, — твоё, и сами мы в твоей власти. Делай теперь всё, что тебе угодно. Ведь никто не смеет противиться тебе!“. Как только они произнесли эти слова, один вспыльчивый воин, завистливый и неумный, поднял секиру и с громким возгласом: „Ты получишь отсюда только то, что тебе полагается по жребию“, — опустил её на чашу. Все были поражены этим поступком, но король перенес это оскорбление с терпением и кротостью. Он взял чашу и передал её епископскому послу, затаив „в душе глубокую обиду“.

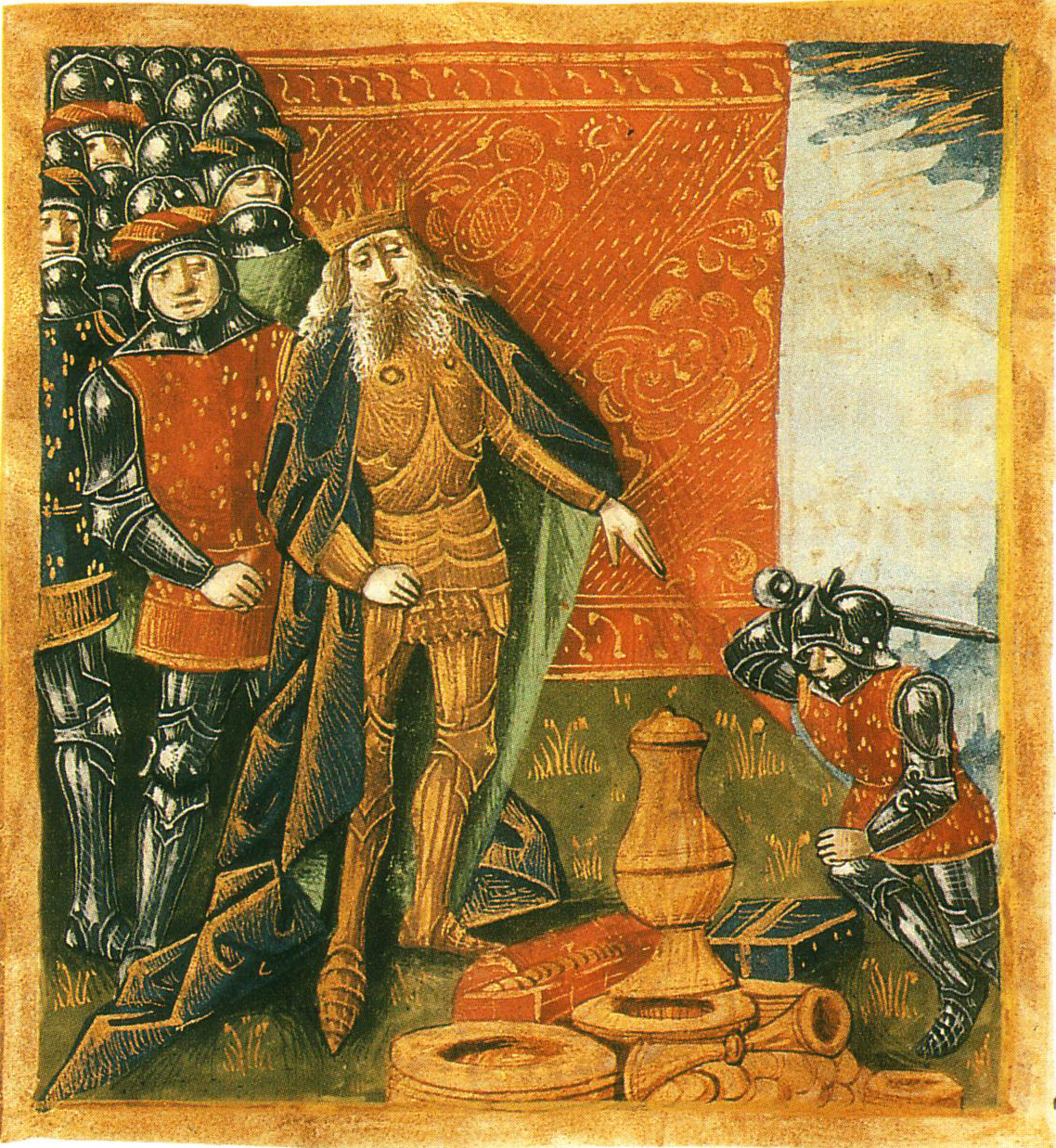
Хлодвиг и солдат, разрубающий чашу. Король изображён пожилым человеком, хотя в 487 году ему было около 21 года.

А спустя год Хлодвиг приказал всем воинам явиться со всем военным снаряжением, чтобы показать на Марсовом поле, насколько исправно содержат они своё оружие. И когда он обходил ряды воинов, он подошёл к тому, кто ударил по чаше и сказал:
„Никто не содержит оружие в таком плохом состоянии, как ты. Ведь ни копьё твоё, ни меч, ни секира никуда не годятся“. И, вырвав у него секиру, он бросил её на землю. Когда тот чуть-чуть нагнулся за секирой, Хлодвиг поднял свою секиру и разрубил ему голову, говоря: „Вот так и ты поступил с той чашей в Суассоне“. Когда тот умер, он приказал остальным разойтись, наведя на них своим поступком большой страх»

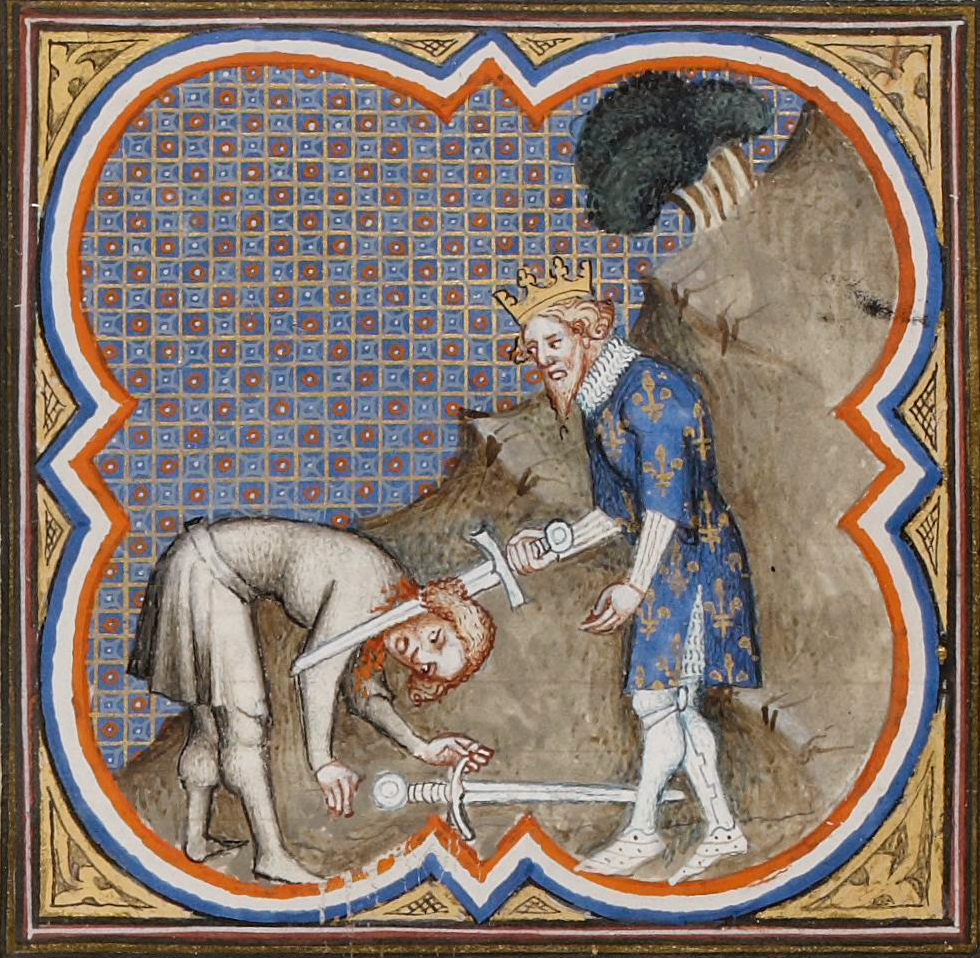
Хлодвиг убивает нагнувшегося солдата

(«История франков», книга 2, глава 27).
В данной легенде прослеживаются некоторые интересные исторические моменты. Почему «строптивый» воин разрубил чашу, не выполнив пожелания Хлодвига I? Во-первых, таким образом, он напомнил своему вождю о существовании франкской традиции, по которой за вождём не было закреплено никаких особых прав, она требовала, чтобы добыча делилась по жребию. Во-вторых, воин-язычник таким образом показал своё презрение к предметам христианского культа (франки ещё не приняли к тому моменту католического вероисповедания).